# Museu dels Cinc Continents
El Museu dels Cinc Continents (en alemany Museum Fünf Kontinente), abans Museu Estatal d'Etnologia (Staatliches Museum für Völkerkunde), és un museu etnològic situat a la ciutat de Múnic. La seva àmplia col·lecció comprèn objectes de la vida quotidiana, peces rituals i obres d'art procedents de cultures d'arreu del món.
Fundat el 1862 com el primer museu etnològic d'Alemanya, avui en dia és el segon museu més gran del país, amb una col·lecció de 200.000 objectes i una superfície d'exposició de 4.500 metres quadrats. A més de les sales d'exposició, el museu compta amb instal·lacions per la restauració i conservació de les seves obres (fusteria, pintura, treball de metall...), sala de reunions, conferències, revistes i oficines.

## Història
Ja l'any 1820 havien arribat a Múnic les primeres col·leccions etnològiques de la mà de la Casa de Wittelsbach. Les anomenades 'Col·leccions transatlàntiques' procedien de viatges de recerca que la família havia realitzat a Brasil, els mars del Sud i l'Amèrica russa.
La idea de fundar un museu etnològic ve de la mà del metge i científic Philipp Franz von Siebold, que va viure al Japó entre 1823 i 1830. L'any 1835, va escriure una carta amb un esbós detallat al rei Lluís I de Baviera, on hi explicava la seva proposta pel museu etnològic de Múnic. Aquest projecte serà pioner per a la fundació posterior de nombrosos museus etnològics a Europa, la majoria a la segona meitat del segle XIX. En aquest context neix l'etnologia com a disciplina científica, pel que apareixeran varis centres d'investigació molt vinculats als museus.
El pla de Siebold s'implementa finalment l'any 1862: el fill de Lluís I, Maximilià II, com a defensor compromès de la ciència i de l'art, volia convertir la ciutat de Múnic en un referent, líder al país. El primer pas, llavors, seria la fundació d'un museu etnològic a la capital bavaresa.

### L'edifici
El museu s'allotjava inicialment a l'edifici del Museu del Teatre Alemany (Hofgartenarkaden), però amb el temps aquesta galeria va resultar cada cop més inadequada.

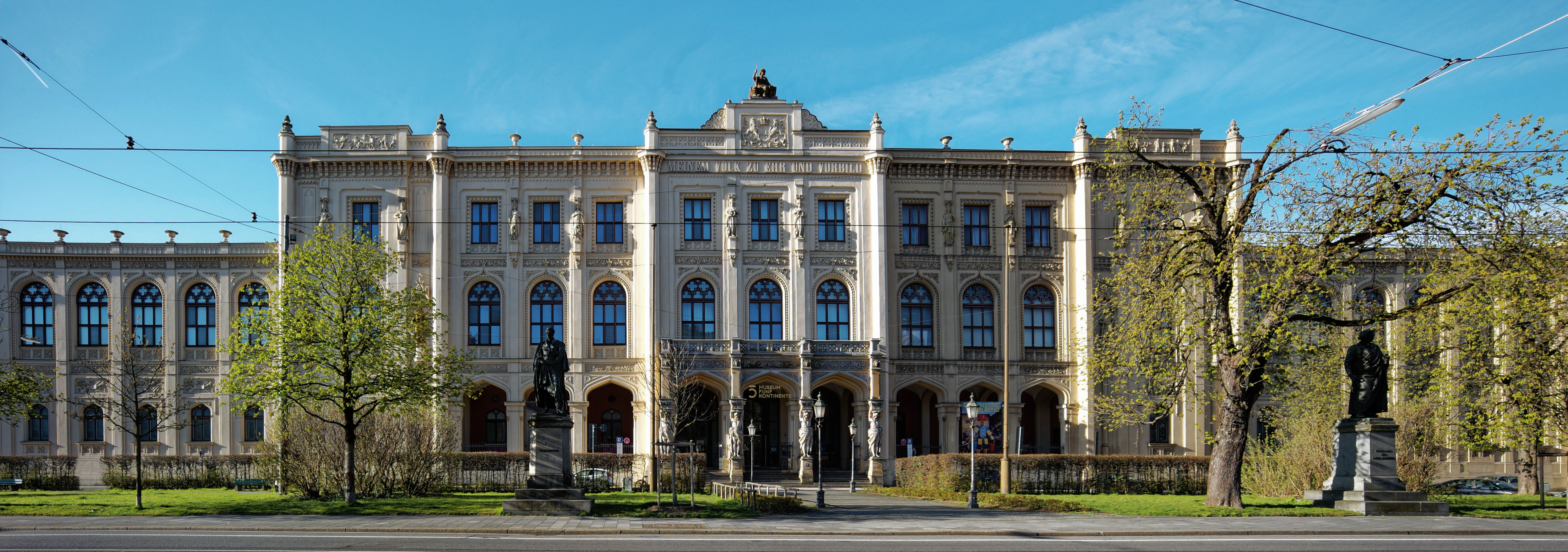
Exterior de l'edifici

L'edifici actual, dividit en trenta-vuit sales, va ser construït entre 1859 i 1865 per Eduard Riedel amb la comissió del rei Maximilià II, que també va sol·licitar la construcció de la Maximilianstraße, una de les quatre avingudes reials de Múnic.
Originalment, aquest edifici estava pensat per albergar el Museu Nacional de Baviera, les col·leccions del qual es van traslladar el 1900 a un nou complex museístic molt més gran a la Prinzregentenstraße. El 1925 s'inicia el trasllat de la col·lecció etnològica a l'actual edifici de Riedel.

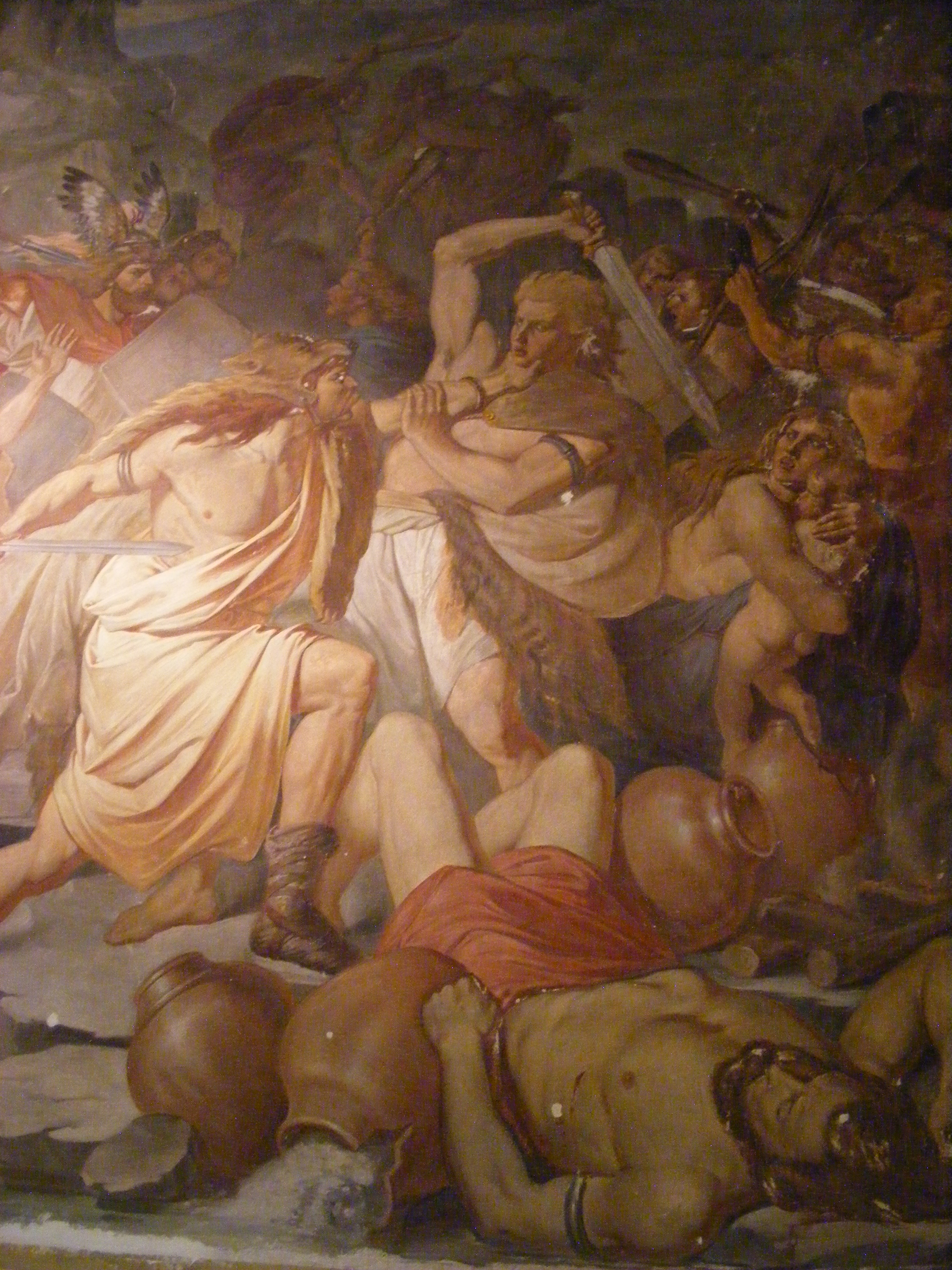
Detall dels frescos

L'arquitectura està influenciada per l'anomenat gòtic perpendicular, decorat amb frescos que celebren el passat de Baviera. La façana principal de l'edifici té una altura de 147 metres i consta de cinc blocs amb arcs continus i 25 taulons amb cornises ricament decorades. La zona d'entrada, equipada amb un rebedor de nou eixos, està precedida per un pòrtic sostingut per quatre cariàtides. A la façana també hi trobem vuit estàtues que personifiquen les virtuts del poble bavarès: patriotisme, diligència, magnanimitat, pietat, lleialtat, justícia, valentia i saviesa. Sota la teulada s'instereix en majúscoles la inscripció reial 'Meinem Volk zu Ehr und Vorbild' ('Al meu poble en honor i exemple'), fent referència a la història dels seus orígens com a edifici del Museu Nacional.
A finals del 2017 s'ubica una sucursal del museu al Castell d'Oettingen.

### Direcció
- 1862–1887: Moritz Wagner
- 1887–1907: Max Buchner
- 1907–1933: Lucian Scherman
- 1933–1956: Heinrich Ubbelohde-Doering
- 1957–1977: Andreas Lommel
- 1977–2001: Walter Raunig
- 2001–2010: Claudius Müller
- 2011–2017: Christine Kron
- des de l'1 d'abril de 2018: Uta Werlich

## Col·lecció
Les col·leccions es reparteixen en les dues plantes en què es divideix el museu: al primer pis hi ha exposicions relacionades amb el món islàmic, Índia, Àsia Oriental i Oceania, mentre que al segon pis s'hi allotgen les exposicions permanents sobre l'art i la cultura d'Amèrica i Àfrica.
A més d'obres d'art i objectes quotidians, el museu acull més de 135.000 documents fotogràfics en daguerrotips, impressions en paper, diapositives i àlbums, els primers dels quals es remunten a 1870. Entre aquestes fotografies destaquen les imatges d'expedicions de principis del segle xx.
La història de la formació de les col·leccions està documentada en els llibres d'inventari, fonts importants de documents posats a disposició en línia l'any 2020. La seva digitalització va ser finançada pel Ministeri de Ciència i Arts de Baviera.

### Àfrica
La col·lecció permanent 'Tradicions vives, present creatiu. Art from Africa' inclou aproximadament 26.000 objectes d'ús quotidià, ritual i artístic tant de països i regions del sud del Sàhara, com pertanyents a grups de poblacions desèrtiques com els tuàregs. També hi ha objectes de Madagascar i del nord d'Àfrica. Aquests últims s'inclouen a la col·lecció relativa a l'Orient islàmic.

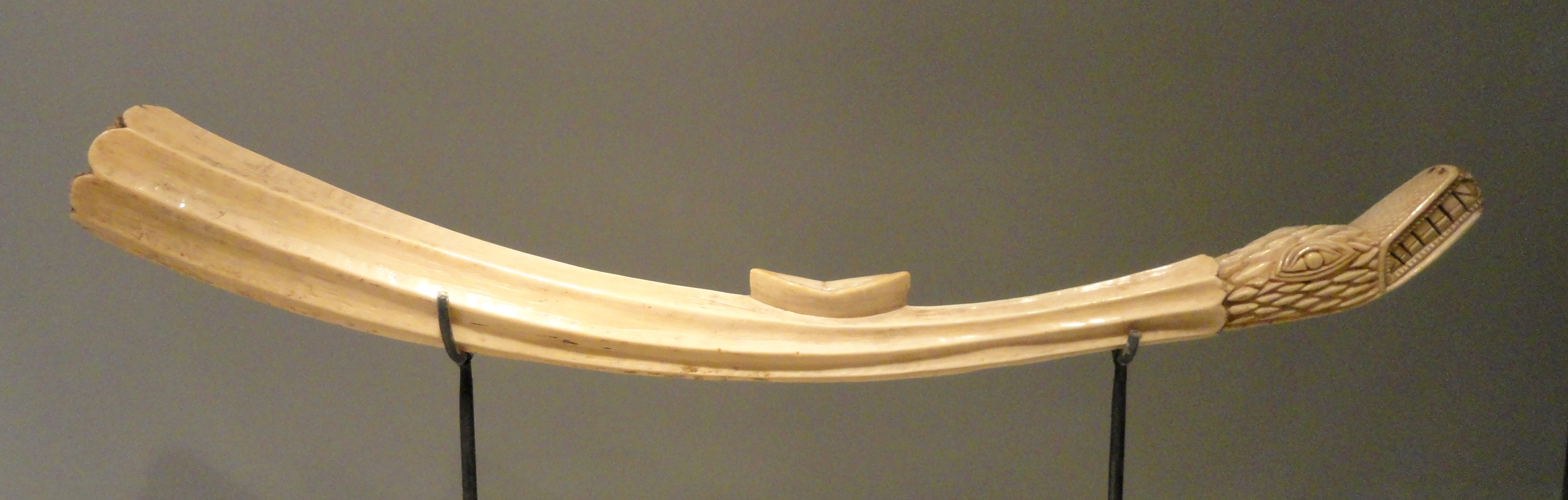
Talla d'ivori amb cap de cocodril (Àfrica occidental, segle XVI).

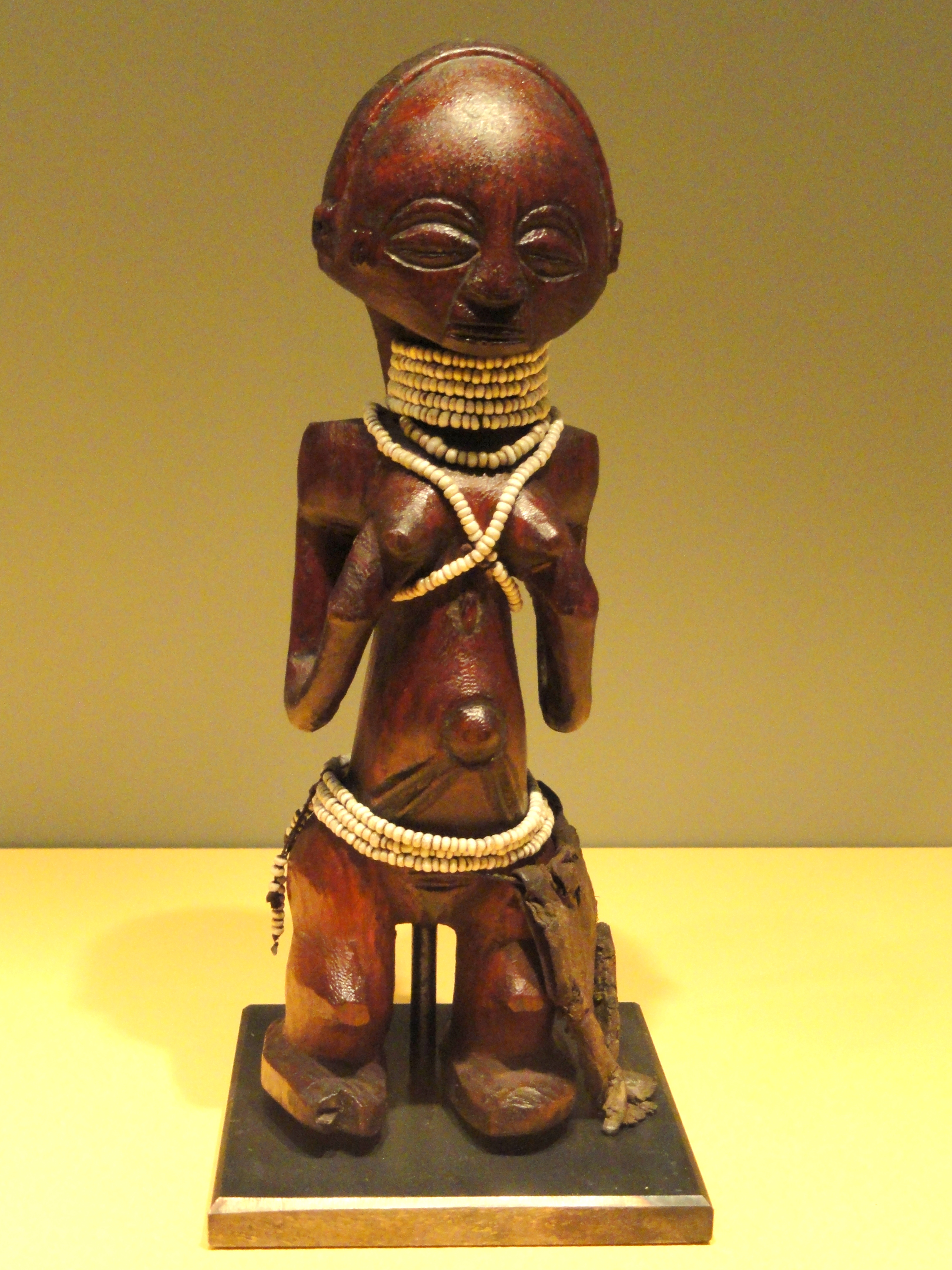
Estatueta femenina (Congo, 1905).

La secció africana inclou art plàstic com màscares i figures, escultures, bronzes i talles d'ivori, armes i argenteria. El patrimoni més antic de la col·lecció prové de la casa de Wittelsbach i inclou escultures d'ivori dels segles XVI i XVII. Des de la fundació del museu el 1862, la col·lecció ha comptat amb el suport de donacions i compres de nombrosos viatgers, investigadors, funcionaris colonials i missioners, etnogràfics i comerciants d'art.
En són característics, en particular, els gravats dels Fang i els Luba provinents de Camerun, Gabon i República Democràtica del Congo; o les escultures realitzades pels ioruba a Nigèria o a la República de Benin, entre les quals destaquen les realitzades pel tallador Olowe von Ise (mort l'any 1938).
La col·lecció s'enriqueix regularment amb l'adquisició d'obres d'art africanes contemporànies, executades per artistes com Sokari Douglas Camp, Romuald Hazoumé, Kofi Setordji, Paa Joe i molts altres. També s'exposen obres de dissenyadors occidentals inspirats en models africans, com les de Matteo Thun o Charles Eames.
La col·lecció africana de Múnic va inspirar els artistes Der Blaue Reiter, Franz Marc i Wassili Kandinsky.

### Amèrica del Nord

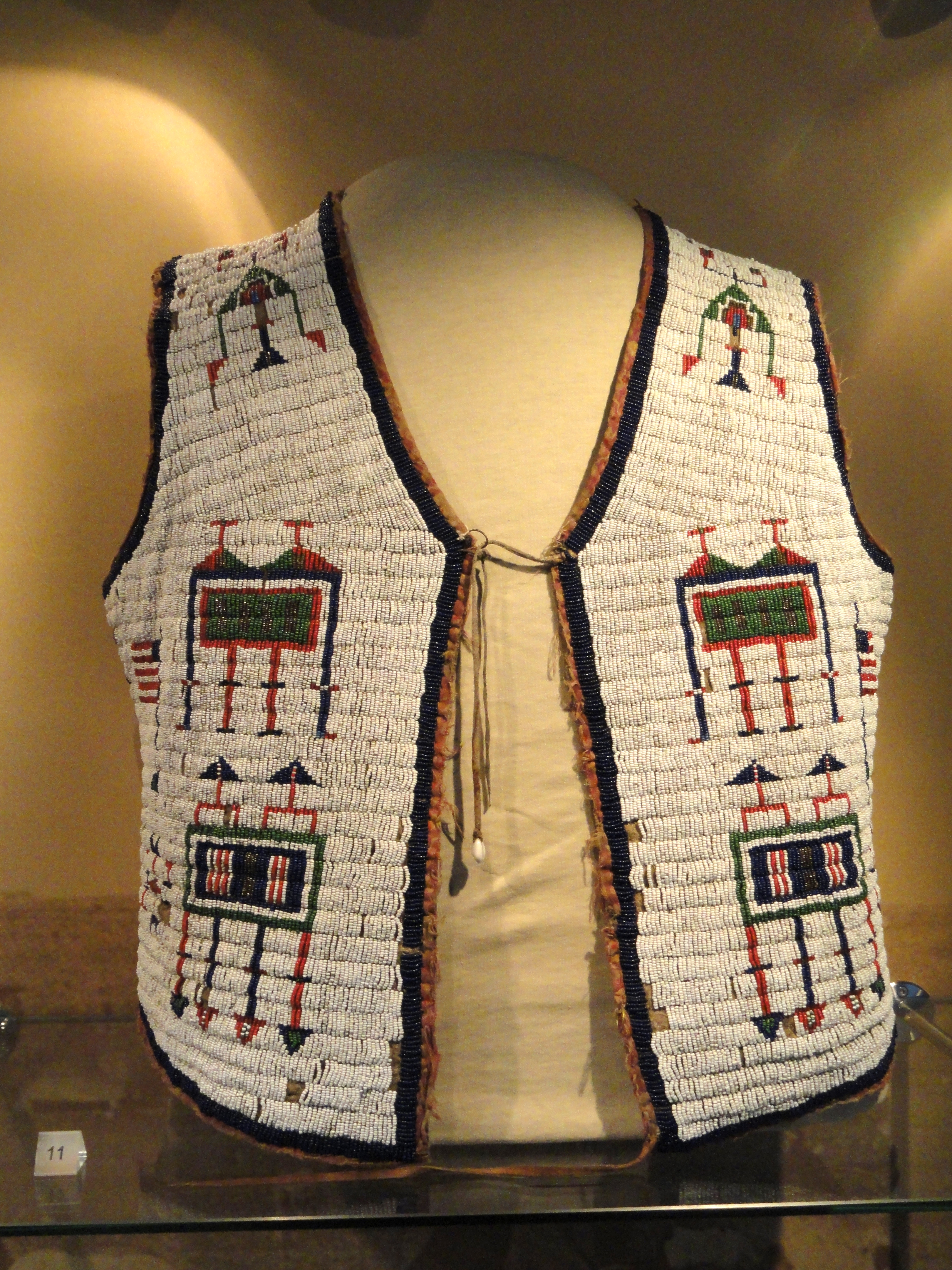
Jaqueta de perles de vidre (Grans Planes, segle XIX).

L'exposició permanent dedicada a Amèrica del Nord inclou objectes originaris de les Primeres Nacions del Canadà i dels pobles indígenes d'Amèrica. Hi trobem també patrimoni cultural dels inuits i altres ètnies de l'Àrtida i Groenlàndia, inclòs un caiac del 1577, el més antic del món, fet de cuir de foca.
La col·lecció completa consta d'aproximadament 5.000 objectes, entre tipis, bates de cuir, tocats de plomes, mocassins decorats i màscares. La part més antiga de la secció comprèn al voltant de 1.000 puntes de fletxa i caps de llança que daten d'època precolombina.

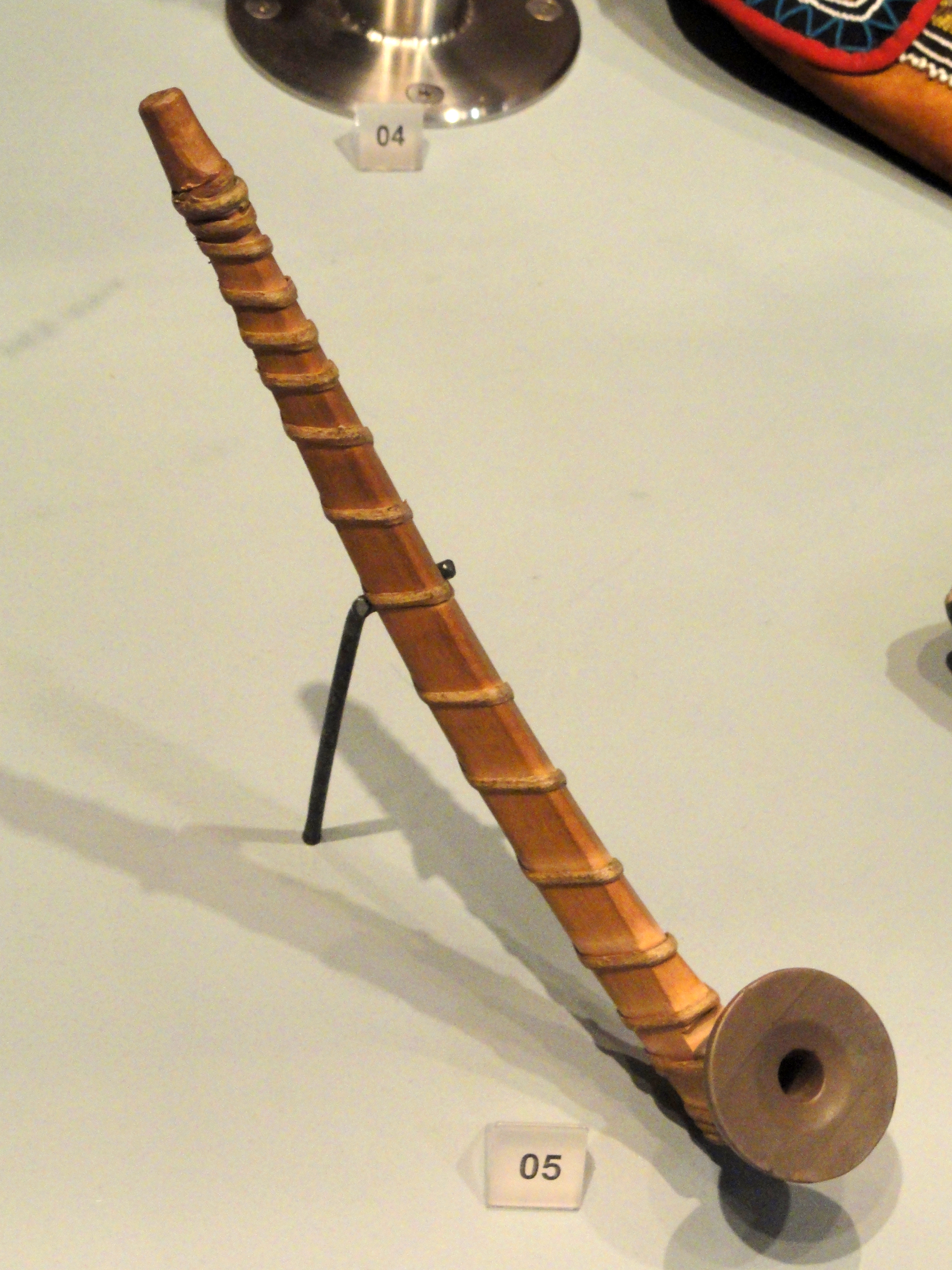
Pipa de tabac (estret de Bering, Alaska, segle XIX).

Els objectes quotidians demostren l'enginy i l'ampli ventall d'adaptació humana dels seus creadors als seus respectius entorns. L'exposició ens mostra com podrien viure antigament grups humans com els caçadors àrtics del nord, els pescadors de la costa nord-oest, els ramaders navahos i els agricultors hopi i zuni; els caçadors de bisons de les planes del sud-oest i els antics sembradors de blat de moro iroquesos de l'est.
L'exposició permanent Sun Dance and Bison Hunting. Indians of North America mostra la diversitat de l'Índia d'Amèrica del Nord i ens transmet la inventiva i el sentiment estètic i artístic dels seus habitants. Exemples d'això són les famoses màscares de corb dels kwakitul de la costa nord-oest, els elaborats treballs de perles dels sioux de les Grans Planes o les figures tallades en pedra esteatita dels inuits.

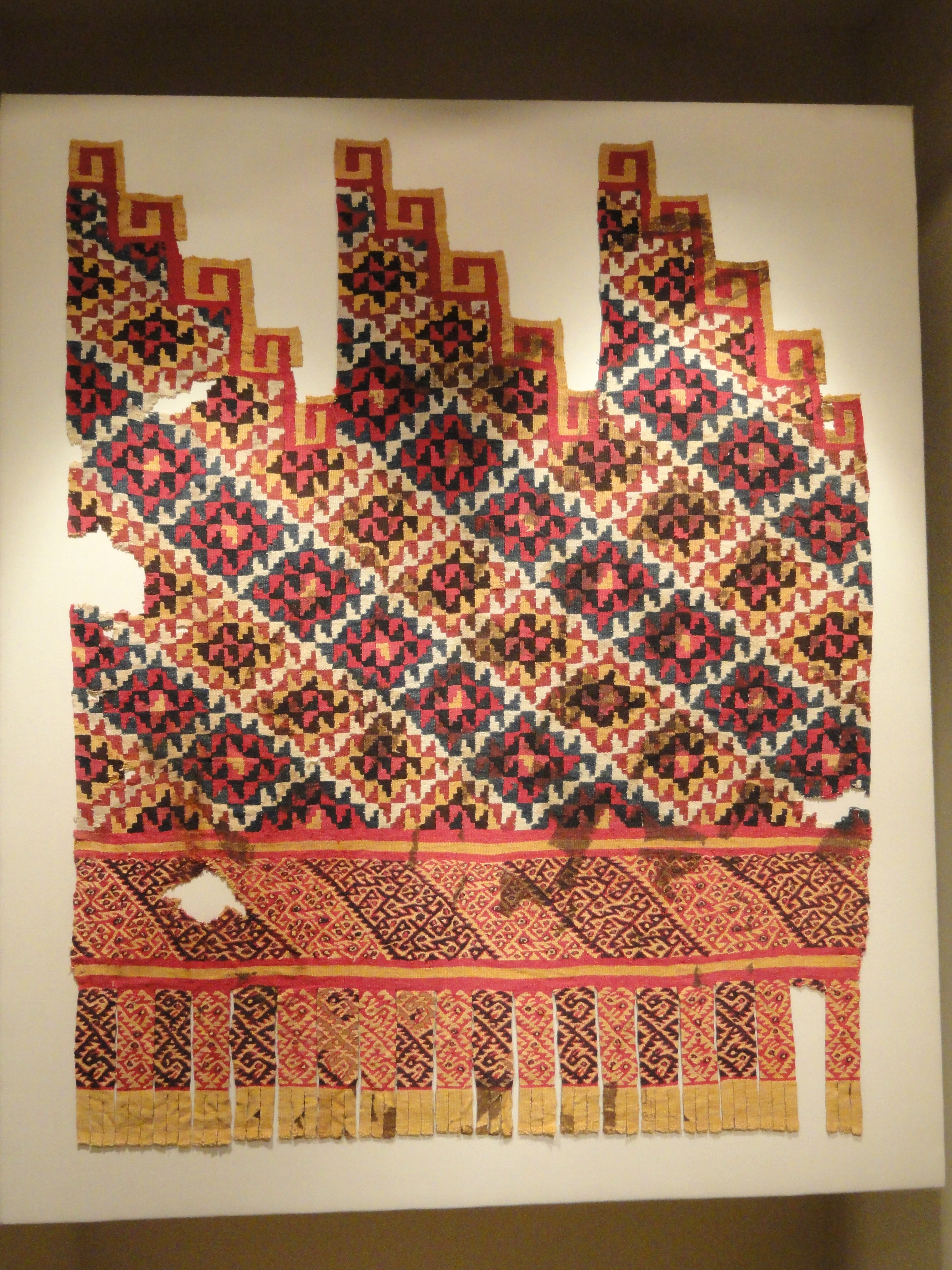
Teixit chancay (Perú, 1450-1100 aC)

### Amèrica del Sud
La col·lecció inclou ceràmica i objectes d'or, plata i fusta que representen divinitats i figures bèl·liques, màscares, joies, gerros i teixits. Les troballes provenen principalment de la cultura inca de Mèxic, dels maputxes i d'altres civilitzacions de Perú i Bolívia. Hi trobem també objectes quotidians de les tribus amazòniques i trofeus de Brasil.

### Orient islàmic
La col·lecció d'Orient inclou al voltant de 20.000 objectes de cultura material no només de societats islàmiques, també de grups cristians i jueus que hi conviuen a les zones del sud-est d'Europa, nord d'Àfrica, Àsia occidental i Àsia central. Hi trobem també objectes arqueològics preislàmics originaris de l'antiga Aràbia del Sud i Luristan (oest de l'Iran), així com evidències etnogràfiques de finals del segle XIX i principis del XX provinents de l'Hindu Kush.
Aquestes col·leccions contenen principalment joies del Iemen i de l'Afganistan, objectes quotidians i articles devocionals del Caucas, el nord d'Àfrica, Iran, Pakistan i Àsia central. Això inclou una col·lecció de 180 titelles d'ombres turques i més de 200 pòsters sufís pakistanesos. Tots aquests objectes formen part de col·leccions privades d'etnòlegs com Werner Daum, Kurt i Ursula Rossmanith, Lucian Sherman, Jürgen Wasim Frembgen o els germans Schlagintweit.
D'altra banda, en aquesta secció hi trobem exposades més de 1.300 catifes i obres mestres de l'art islàmic originaris de Turquia, Orient Mitjà, Iran, Iraq i l'Índia mogol. A més d'elements arquitectònics i il·lustracions de llibres perses i mogols, hi trobem, per exemple, una placa de llautó amb incrustacions de plata feta per Badr ad-Din Lulu al segle XIII, i un vaixell de fosa de bronze en forma de cérvol del període fatimita egipci (segles X-XI).
La col·lecció d'art contemporani inclou obres d'artistes com Lalla Essaydi, Maryam Rastghalam o Elisabeth Rössler.

### Col·lecció asiàtica

#### Àsia oriental

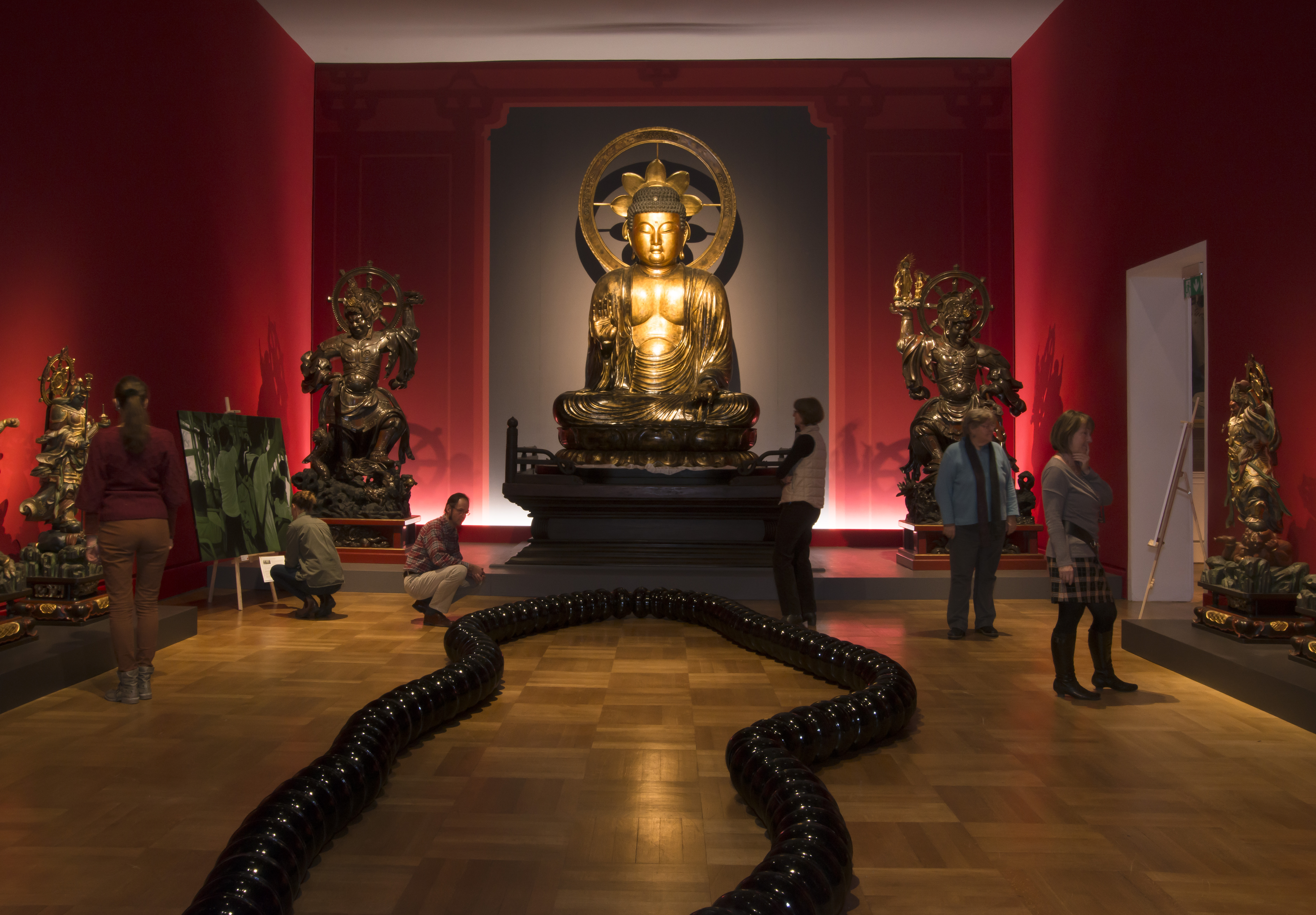
Vista de la Sala de Buda del Museu dels Cinc Continents

Les nombroses troballes inclouen objectes relacionats amb el budisme japonès, tibetà i xinès, entre els quals hi trobem grans estàtues de Buda. La col·lecció inclou talles de fusta, un model d'ivori d'una pagoda de la cort imperial xinesa i talles de fusta de la Xina, Japó i d'Indonèsia. Hi destaquem també una extensa col·lecció de xilografies japoneses del segle XVII al XX, que provenen de la col·lecció d'Alexander von Siebold, fill de Philipp Franz von Siebold.
La secció d'Àsia oriental destaca sobretot per la sala del temple japonès amb una estàtua d'un gran Buda entronitzat i figures guardianes disposades al voltant.

#### Àsia meridionalisud-est astiàtic
A part d'escultures de Buda i altres divinitats, hi veiem exposades figures de la cultura quotidiana que ens expliquen la història religiosa i cultural de l'Índia, Myanmar i Tailàndia. Entre aquests objectes es destaquen vàries figures de déus, un fragment del Buda Kapardin, diversos caps de Buda i estàtues de Shiva i Krishna.

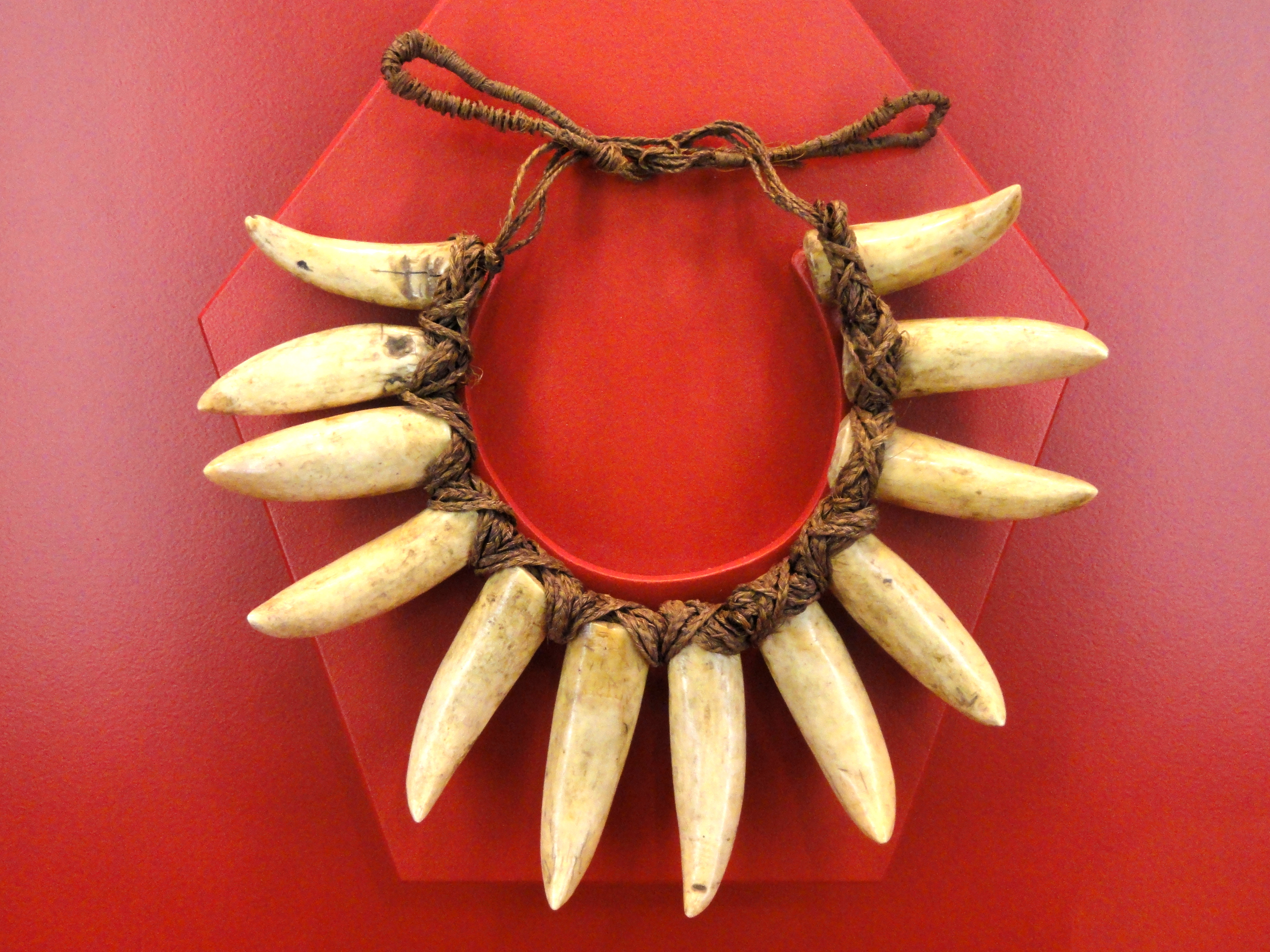
Collaret de dents de catxalot. Illes Fiji, 1895.

### Art d'Austràlia i del Pacífic Sud
La col·lecció d'Oceania i l'exposició permanent 'Oceania. Imatges mundials dels mars del Sud' inclouen principalment figures de déus, però també objectes d'art que simbolitzen la pesca i la connexió amb els avantpassats a través del món animal. S'hi exposen divinitats de la polinèsia (Illes Cook), armes i escuts d'Austràlia, una figura ritual Malanggan i una taula de surf de rem de la Melanèsia que representa una escena de pesca.

## Biblioteca
El Museu dels Cinc Continents compta amb una biblioteca pública oberta a tots els visitants. Conté més de 100.000 volums de literatura etnològica especialitzada en cultura material i art de regions i societats d'arreu del món, així com 120 volums de revistes. La biblioteca està proveïda d'un catàleg en físic i un catàleg en línia per facilitar la recerca literària.
Des del 1998 el museu està sotmès a un extensiu projecte de modernització. Com a part d'un dels projectes del museu per millorar la qualitat de la seva labor de recerca, el 2020 es van posar a disposició en línia els llibres d'inventari del museu publicats fins al 1959. Els llibres d'inventari són considerats fonts històriques importants per documentar la recepció d'objectes i ens proporcionen informació sobre les activitats de col·leccionisme del museu.